# Palazzo Landriani (Portici)
Il Palazzo Landriani è un edificio storico di Portici, sito in via Gravina, 8, appartenente al novero delle Ville vesuviane del Miglio d'oro.

## Storia
La costruzione dell'edificio e dell'annessa cappella della SS. Croce è avvenuta in due momenti successivi, nel 1750 per il corpo principale, e nel 1754 per l'edificio di culto. L'edificazione del complesso architettonico così costituito avvenne per volontà di Don Giuseppe Maria di Lecce, canonico della cattedrale di Lucera, ma nel corso degli anni cambiò mano diverse volte.
Fu, infatti, inizialmente acquisito da Don Vincenzo Vella, fatto attestato anche dalla sua denominazione sulla Mappa del Duca di Noja con il toponimo "Casino e delizie del Vella". Successivamente, divenne proprietà della famiglia Orsini di Gravina, fatto di cui è testimonianza lo stemma nobiliare marmoreo tuttora visibile all'apice del portone d'ingresso. È di questo periodo un importante avvenimento per la storia di Portici, avente come protagonista Maria Carolina d'Austria, sovrana del Regno delle Due Sicilie. Affacciandosi da un balcone del palazzo, infatti, e guardando il grandioso panorama del golfo di Napoli, compreso tra Punta Campanella e Posillipo, esclamò "Che bella vista!". L'episodio rimase memorabile, tanto che a tutt'oggi l'intera zona è ancora nota come Bellavista.
Terminata la sua funzione di residenza nobiliare nel 1837, anno dell'acquisto della struttura da parte dei Padri Scolopi, andò incontro a diverse trasformazioni all'inizio del XX secolo, che ne determinarono la destinazione d'uso a collegio privato.

## Architettura
Come altri esempi di palazzi settecenteschi presenti nella zona, quale Palazzo Amoretti, l'edificio si articola intorno ad un ampio cortile interno, dal quale due scale sostenute da archi rampanti conducono verso i piani superiori.
La facciata, tipicamente settecentesca, si articola su tre piani, di cui i primi due sono scanditi da paraste sormontate da capitelli ionici. Le aperture relative a questi piani sono provviste di architravi. Il monumentale portale in piperno, posto al centro della facciata, è bugnato e presenta alla sommità lo stemma nobiliare in marmo della famiglia Orsini. Nella parte interna dell'edificio, in corrispondenza con il portale d'ingresso, è situate una terza scala che conduce al giardino.
La cappella della SS. Croce, collegata all'edificio principale attraverso una costruzione di poca elevazione, presenta una gradinata d'accesso in pietra e un portale d'ingresso in piperno. Molti degli elementi architettonici riportati sulla facciata del palazzo, quali la suddivisione in campi delimitati da paraste, si riconoscono anche nella facciata della cappella.